# Les Ombres persanes
Pour plus de détails, voir Fiche technique et Distribution.
Les Ombres persanes est un film dramatique franco-iranien réalisé par Mani Haghighi et sorti en 2022.

## Synopsis
À Téhéran, l'histoire d'un couple qui rencontre son double.

## Fiche technique
Sauf indication contraire, les informations mentionnées dans cette section peuvent être confirmées par les bases de données cinématographiques IMDb et Allociné,  présentes dans la section « Liens externes ».
- Titre original : Tafrigh (تفریق); titre international: Subtraction
- Réalisation : Mani Haghighi
- Scénario : Mani Haghighi et Amir Reza Koohestani
- Musique : Ramin Kousha
- Décors : Mohsen Nasrollahi
- Costumes : Neda Nasr
- Photographie : Morteza Najafi
- Montage : Meysam Molaei
- Son : Rashid Daneshmand
- Production : Majid Motalebi
  - Coproduction : Jean-Christophe Simon
- Sociétés de production : Films Boutique
- Sociétés de distribution : Diaphana Distribution
- Pays de production :  France et  Iran
- Langue originale : farsi
- Format : couleur — 2,35:1
- Genre : Drame
- Durée : 107 minutes
- Dates de sortie :
  - Canada : 12 septembre 2022 (Toronto)
  - Iran : 1er novembre 2022
  - Suisse : 4 novembre 2022 (Genève)
  - France : 19 juillet 2023

## Distribution
Sauf indication contraire ou complémentaire, les informations mentionnées dans cette section proviennent du générique de fin de l'œuvre audiovisuelle présentée ici.
- Taraneh Alidoosti : Bita et Farzaneh
- Navid Mohammadzadeh : Mohsen et Jalal
- Esmail Poor-Reza : le père de Jalal
- Farham Azizi : Bardia
- Vahid Aghapoor
- Ali Bagheri
- Soheyla Razavi
- Saeed Changizian
- Gilda Vishki